# Musée central d'État du Kazakhstan
Le Musée central d'État du Kazakhstan est le plus grand musée d'Almaty au Kazakhstan,,.

## Historique
À sa fondation en 1931, le musée est installé dans la Cathédrale d'Almaty. 
En 1985, il est transféré dans son bâtiment actuel .